# XIV級潛艇

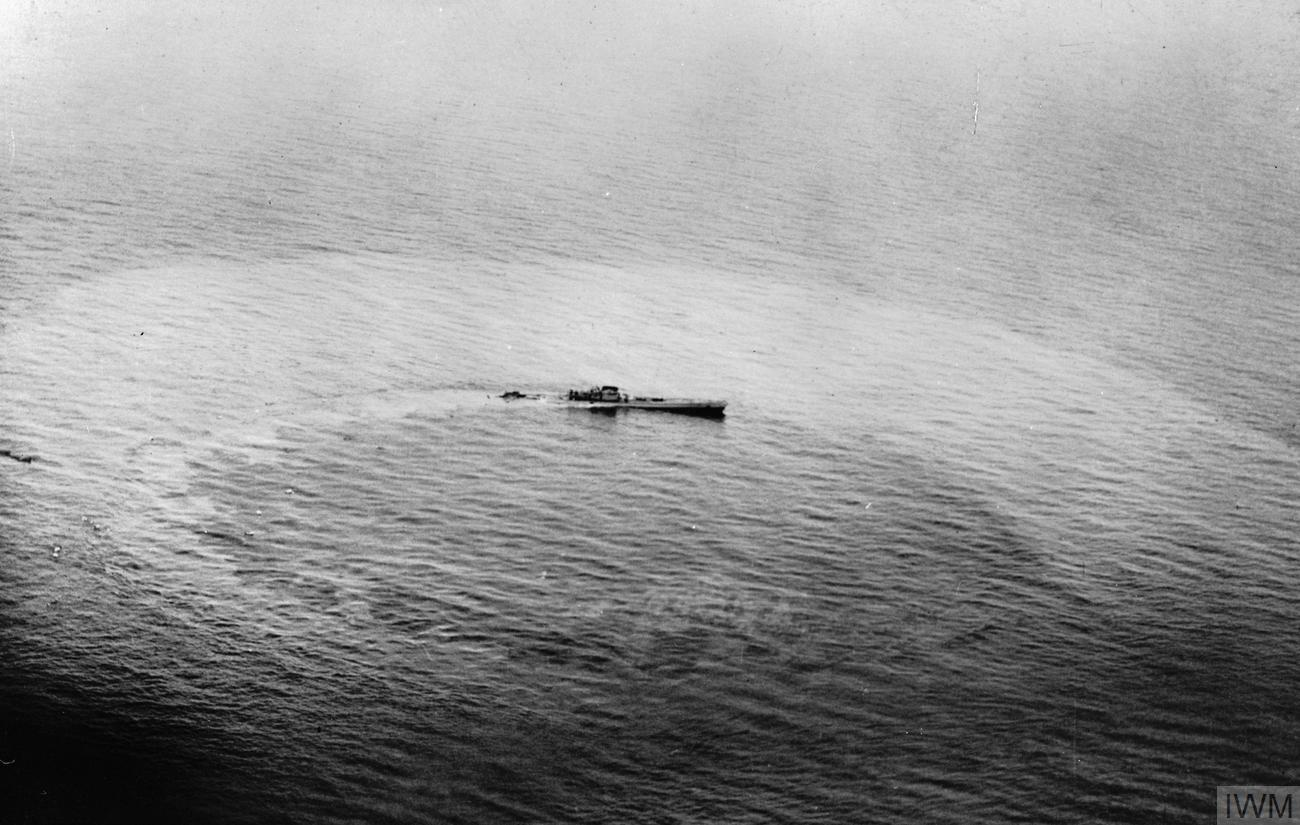
正被盟軍反潛機攻擊的U-459号補給潛艇

XIV級潛艇是以IX級潛艇作為基礎設計的運輸潛艇，其艇身相對比較肥大，負責為其他U艇做補給，能一次過為4至5艘U艇補給燃料，還有魚雷和食物等補給物資，故納粹德國海軍稱此潛艇為“乳牛”。

## 基本資料
- 艇長:67.1米

- 艇闊:9.35米

- 水面排水量:1688噸

- 水下排水量:1932噸

- 燃料量:203噸+423噸

- 最快時速:14.4節(水面)，6.2節(水下)

- 動力:兩個總功率2800匹馬力柴油發動機+兩個總功率750匹馬力電動機

- 航程:以10節在水上可航行12350海里，以2節在水下可航行120海里

- 武裝:4枚魚雷(補給用)，2挺37毫米口徑防空機炮和1挺20毫米口徑防空機炮

- 乘員:53人

## 背景
由於盟軍的海空兵力的增強，德國海軍水面補給艦已很難安全到達和德國潛艇的會合地點進行補給作業，故作為補給艦的潛艇應運而生，而在第二次世界大戰期間除了德國海軍，日本海軍也有使用潛艇作為補給艦向已被美國海軍封鎖的太平洋島嶼上的守軍運送補給物資。

## 同型艦列表
XIV級潛艇在1940年開始在基爾建造了10艘，分別是:
| - U-459号 - U-460号 - U-461号 - U-462号 - U-463号 | - U-464号 - U-487号 - U-488号 - U-489号 - U-490号 |

此10艘補給潛艇在第二次世界大戰時全被盟軍反潛兵力擊沉。

## 使用國家
- 德意志國